# 江津萩枝
江津 萩枝（えづ はぎえ、1910年9月 - 2008年3月27日）は、日本の小説家。
東京・京橋出身。沢村貞子の紹介で築地小劇場内の移動劇団「メザマシ隊」に参加し、小杉てるの芸名を名乗った。小説家としては、原爆文学として知られる『桜隊全滅』や築地小劇場を描いた『メザマシ隊の青春』など、太平洋戦争の時代とそれに翻弄された演劇集団を描きだした著作がある。
『桜隊全滅』は1988年、新藤兼人の脚本・監督により「さくら隊散る」の題名で映画化された。

## 著作
- 『桜隊全滅—ある劇団の原爆殉難記』未来社 1980  ISBN 4624410327
- 『メザマシ隊の青春—築地小劇場とともに』未来社 1983  ISBN 4624700406